# Burgstall Borstadel
Der Burgstall Borstadel ist eine abgegangene mittelalterliche Höhenburg auf dem Stationsberg unmittelbar über dem Tal der Fränkischen Saale, rund 500 Meter südwestlich der katholischen Pfarrkirche St. Jakobus Major der Gemeinde Hollstadt im unterfränkischen Landkreis Rhön-Grabfeld in Bayern, Deutschland. Über diese Burganlage sind keine geschichtlichen oder archäologischen Informationen bekannt, sie wird grob als mittelalterlich datiert. Erhalten hat sich von der Anlage am Steilhang nur ein einfacher Wallgrabenzug. Die Burgstelle ist als Bodendenkmal Nummer D-6-5627-0035: „Mittelalterlicher Burgstall“ geschützt.

## Geschichte
Die Burg könnte während des 12. Jahrhunderts durch Dietricus de Holinstat (Dieterich von Hollstadt) erbaut worden sein, er erscheint im Jahr 1157 als Urkundenzeuge bei einer Schenkung für das Kloster Banz in den Quellen. Eine weitere Erwähnung der Familie fand 1258 statt, als der Soldat Morlinus de Holnstat milites urkundlich genannt wurde. Wann und warum der Sitz der Holstädter Familie aufgegeben wurde, ist nicht bekannt.
Nach einer volkstümlichen Überlieferung sollen bei einem Schwedeneinfall während des Dreißigjährigen Krieges die Hollstädter in den Jahren 1631/32 im Burggraben Schutz gesucht haben, dieser ist deshalb auch als Schwedengraben bekannt.

## Beschreibung
Die Burgstelle befindet sich am Osthang eines flachen, sich von Südosten nach Nordwesten erstreckenden Bergspornes des Stationsberges, auf 227 m ü. NHN Höhe in der Waldgemarkung Burgstall. Die Nord- sowie die Ostseite der früheren Burganlage war durch den dort sehr steil abfallenden Berghang zum Tal der Fränkischen Saale von Natur aus gut geschützt, im Westen und im Süden dagegen steigt der Bergsporn bis zu seiner Spornkuppe leicht an und überhöht dadurch die Burgstelle. An diesen beiden gefährdeten Seiten wurde ein halbkreisförmig geführter Wall angelegt, der zusätzlich noch von einem vorgelegten Graben begleitet wird. Dieser Graben ist zehn Meter breit und drei bis vier Meter tief. Der Durchmesser der Burgstelle beträgt in Ost-West-Richtung rund 150 Meter. Der frühere Zugang zur Anlage hat wohl im Westen gelegen, der Graben verflacht hier auf einer Länge von etwa zwei Metern.
Am Fuß des Bergspornes befindet sich, unmittelbar gegenüber der Mündung des Mitbergsgrabens in die Fränkische Saale, ein weiterer, quadratischer Burgstall einer Niederungsburg in der Talebene, der heute jedoch völlig verebnet ist.